# Tangbei Linchang (bondby i Kina, Heilongjiang Sheng, lat 48,43, long 129,08)
Tangbei Linchang (kinesiska: 汤北林场) är en bondby i Kina. Den ligger i provinsen Heilongjiang, i den nordöstra delen av landet, omkring 350 kilometer nordost om provinshuvudstaden Harbin. Antalet invånare är 412. Befolkningen består av 206 kvinnor och 206 män. Barn under 15 år utgör 4,0 %, vuxna 15-64 år 73 %, och äldre över 65 år 22,0 %.
Runt Tangbei Linchang är det ganska glesbefolkat, med 40 invånare per kvadratkilometer. Tangbei Linchang är det största samhället i trakten. I omgivningarna runt Tangbei Linchang växer i huvudsak blandskog.
Genomsnittlig årsnederbörd är 1 017 millimeter. Den regnigaste månaden är juli, med i genomsnitt 253 mm nederbörd, och den torraste är januari, med 11 mm nederbörd.